# Poul Nørlund
Poul Nørlund (4. november 1888 i Slagelse – 26. maj 1951 i Hellebæk) var en dansk historiker, kultur- og kunsthistoriker, arkæolog og museumsmand. Han var gift med Nanna Nørlund (født Møller) med hvem han fik sønnerne Ib Nørlund og Niels Nørlund og datteren Inge (gift Gosney).

## Baggrund
Nørlund startede sin karriere med en studentereksamen fra Sorø Akademi i 1906, og han fortsatte studierne med at læse historie på Københavns Universitet, hvor han tidligt blev interesseret i sociale forhold og samfundenes udvikling, hvilket efter en bestået magisterkonferens i 1912 førte til en doktorgrad i 1920 om Det romerske slavesamfund under afvikling, en analyse af underklassens retskår i oldtidens slutning. Det var hans mening at forfølge spørgsmålet videre i de germanske samfund, men 1. verdenskrig satte en stopper for de nødvendige studier i udlandet. 
Nørlunds egenskaber som lovende forsker blev tidligt bemærket, og allerede i 1911 blev han, som den eneste studerende, medstifter af "Det Danske Sprog- og Litteraturselskab", der stod for at udgive gamle, sproghistoriske interessante skrifter. Fra 1919 blev han endvidere medlem af "Selskabet til Udgivelse af Kilder til dansk Historie", hvor han især arbejdede for udgivelsen af middelalderlige regnskaber.

## Karriere
I 1912 blev han knyttet til den historiske afdeling på Nationalmuseet, og fra 1917 fik han fast ansættelse som underinspektør, hvilket han dog mest tog imod for at få et eksistensgrundlag for sit fortsatte videnskabelige arbejde, selv om hans interesser lå på helt andre områder. En studierejse til Wien i 1913-14 havde dog åbnet hans øjne for kunsthistorien, og han vendte efterhånden sin forskning mod den middelalderlige kunst- og kulturhistorie.
Nørlunds arkæologiske gerninger startede med at han under sit arbejde på museet stødte på nogle tøjstumper, der flere gange i løbet af 1800-tallet var blevet indsendt fra den gamle nordbokirkegård ved Ikigait, sagaernes Herjolfsnæs i det sydligste Grønland. Han indså nødvendigheden af en moderne planmæssig udgravning på stedet, og blev i 1921 på eget initiativ udsendt af Nationalmuseet og af kommissionen for de videnskabelige undersøgelser i Grønland, og fik fremdraget de gamle nordboer og deres dragter, som var benyttet som ligsvøb, og som i dag udgør hovedparten af de bevarede dagligdags middelalderdragter, der findes i Europa. Udgravningerne viste endvidere, at nordboerne havde levet i Grønland op i det 15. århundrede, hvor bosættelserne blev endeligt affolket. Nørlund foretog yderligere tre ekspeditioner til Grønland, hvor han blandt andet foretog udgravninger på det gamle bispesæde Gardar (1926), samt Erik den Rødes gård Brattahlid (1932).
I 1928-29 deltog Nørlund i udgravningerne af massegraven efter slaget ved Visby på Gotland den 27. juli 1361, hvorved han, sammenholdt med sin indsats på Grønland, opnåede et ry som en god udgraver, og blev optaget i diverse nordiske videnskabelige selskaber.
Hans historiske hovedinteresse lå i det middelalderlige Danmark og især hans hjemstavn i Midtsjælland, hvilket muligvis var medvirkende til, at han i 1934-42 fortsatte gravevirksomheden ved voldstedet Trelleborg, og erkendte den meget fint strukturerede bebyggelse, som havde eksisteret inden for voldene på dette anlæg fra sidste halvdel af det 10. århundrede. 
Inden for kunsthistorien kastede han sig især over den ældre middelalderlige kunst, og udgav bøger om de gyldne altre og de romanske kalkmalerier, hvor det lykkedes ham at påvise forskellige skoler inden for kalkmalerierne.
Frem til at han i 1938 overtog posten som direktør for Nationalmuseet fungerede han som højre hånd for sin forgænger, Mouritz Mackeprang og var som sådan blandt andet en væsentlig drivkraft bag etablering af nationalmuseets tidsskriftsserie Fra Nationalmuseets Arbejdsmark, der første gang udkom i 1928. Han var endvidere med til at opstille nationalmuseets historiske mindesmærker efter, at museet var blevet udvidet i perioden fra 1929-36, hvilket var resultatet af en landsindsamling i 1925, som Nørlund også var med til at styre. 
Som direktør for Nationalmuseet ønskede han at gøre museet kendt og udnyttet blandt befolkningen, og især ungdommen skulle drage nytte af museet, hvorfor han udgav en række lærebøger til folkeskolen og vejledninger til museet, samt gav gratis omvisninger og foredrag, hvilket også fremmede populariseringen af museet, som han fortsatte som direktør for frem til sin død i 1951.

## Tillidshverv og æresbevisninger
Han var Kommandør af 1. grad af Dannebrog, medlem af Kommissionen for de videnskabelige Undersøgelser i Grønland 1926, korresponderende medlem af Vetenskaps-Societeten i Lund 1924 og af Knngl. Vitterhets Akademien i Stockholm 1930, medlem af Videnskabernes Selskab, af Det kongelige danske Selskab for Fædrelandets Historie 1930 og af det norske Videnskapsakademi i Oslo 1938, medlem af Acta Archaeologicas redaktion, af Kommissionen for Den Arna-magnæanske Stiftelse, af Foreningen Nordens styrelse, af Stednavneudvalget, af Frihedsfondens bestyrelse og af bestyrelsen for Fondet for dansk-norsk Samarbejde 1946, Undervisningsministeriets delegerede i bestyrelsen for Kunstindustrimuseet 1947, formand for Det særlige Bygningssyn, Det særlige Kirkesyn, for Dansk historisk Fællesforening 1941 og for Danske Museers Fællesråd 1948, æresdoktor ved Oslo Universitet 1938, æresmedlem af Svenska Fornminnesforeningen, Norske Forening for Fortidsminnesmerkers Bevaring, Islenska Fornleifafélag og Society of Antiquaries of London.

## Forfatterskab
- Gyldne Altre. Jysk Metalkunst fra Valdemarstiden. (1926) H. Koppels Forlag
- Ringsted kirke. (1927) (Sammen med Mogens Clemmensen)
- De gamle Nordbobygder ved Verdens Ende. Skildringer fra grønlands Middelalder. (1934) G.E.C. Gad
- Seks Tværsnit af Danmarks Historie. (1941) (Sammen med Johannes Brøndsted) Gyldendal
- Danmarks romanske kalkmalerier. (1944) A.F. Høst og Søn
- Trelleborg. Nordiske Fortidsminder IV. (1948) Gyldendal

### På internettet
- Poul Nørlund: (uden titel) (Historisk Tidsskrift, 9. række, Bind 5; 1926)
- Poul Nørlund: "Nordboproblemer i Grønland" (Geografisk Tidsskrift, Bind 31; 1928; s. 46-61)
- Poul Nørlund: "De ældste Vidnesbyrd om Skyldtaxationen" (Historisk Tidsskrift, 9. række, Bind 6; 1929)